# 壁牌

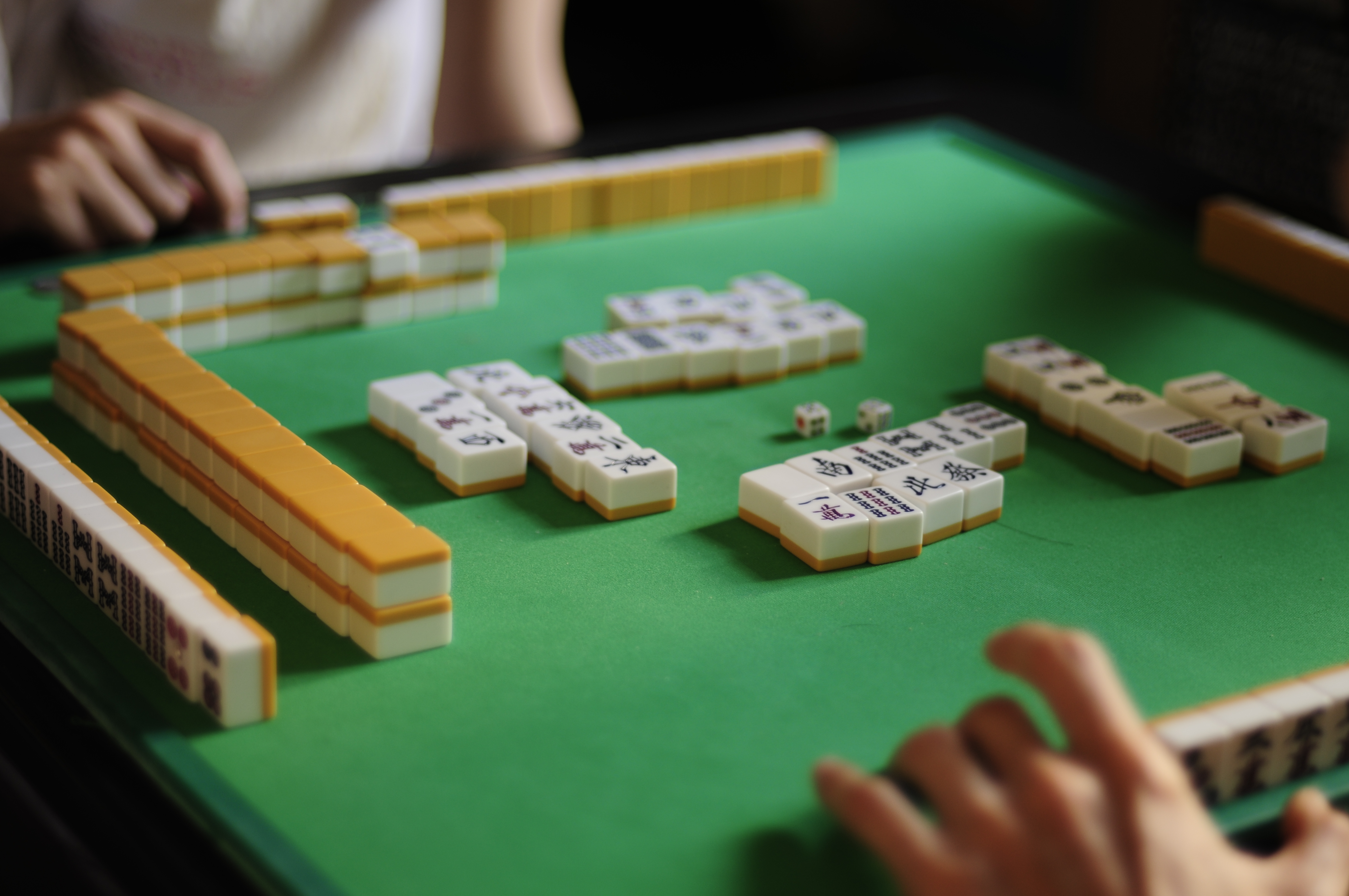
河、壁牌、手牌（中央からの順）

壁牌（ピーパイ）とは、麻雀において、各局の開始前に卓上に並べられた牌である。一般的には山もしくは牌山（はいやま）と呼ばれる。狭義では、王牌（後述）を除いたものを指す。
配牌や自摸による牌の取得は、すべて壁牌から行われる。

## 概要
麻雀においては、各局の開始時に、まず使用する牌をすべて裏向きに伏せてかきまぜる。これを洗牌（シーパイ）という。
その後、すべての牌を裏向きのまま一定の配置に並べる必要がある。これを砌牌（チーパイ）という。もちろん、どの牌がどこにあるのかわからない状態となる。
全自動麻雀卓を用いる場合、洗牌および砌牌の作業はすべて機械により自動的に行われる。
砌牌によって並べられた状態の牌が壁牌である。なお、壁牌は4人のプレイヤーの前に分割されているが、両隣のプレイヤーと円環状につながっているものとして扱う。

## 洗牌
各局の開始にあたり、まず、すべての牌を混ぜ合わせることを洗牌（シーパイ）という。トランプで言うシャッフルに該当する。洗牌時は、麻雀牌同士がぶつかり合う、独特の派手な「ジャラジャラ」という音がする。
いわゆるイカサマを防止するため、原則として、洗牌はすべての牌を裏返して行う。
なお、中国の一部では、葬式時に麻雀を行うこともある。これは洗牌時に派手な音を立てることが死者にとって縁起の良いことであるとも言われている。

## 砌牌
十分に洗牌した後、実際に牌を並べる作業を砌牌（チーパイ）という。
136枚の牌を用いる一般的なルールの場合、各プレイヤーの前に34枚ずつ（4人あわせて136枚）の牌を並べる。34枚の牌は、17枚を上下2段に重ねて並べる。この上下2枚の牌の組合わせを幢（トン）という。つまり、各プレイヤーの前に17トンの牌を並べることになる。このような並べ方を井桁積みという。

## 開門
砌牌の後、東家のプレイヤー（親）がサイコロを2つ振る。東家から反時計まわりに数えて、サイコロの目の位置に当たるプレイヤーが開門（カイメン）という作業を行う。
具体的には、自分の正面にある壁牌のうち、右側から数えて先ほどのサイコロの目に相当するトンだけ切り離す。たとえば、サイコロの目が5であった場合、親の正面にある壁牌の右側5トンを切り離す。
開門により区切られた位置の左側を起点として配牌を行う。
なお、配牌および自摸は、壁牌を時計まわり（同一のトンについては上段の牌が先）に取得する形で行われる。よって、壁牌は開門位置を起点にして、時計まわりに減っていくことになる。

## 王牌

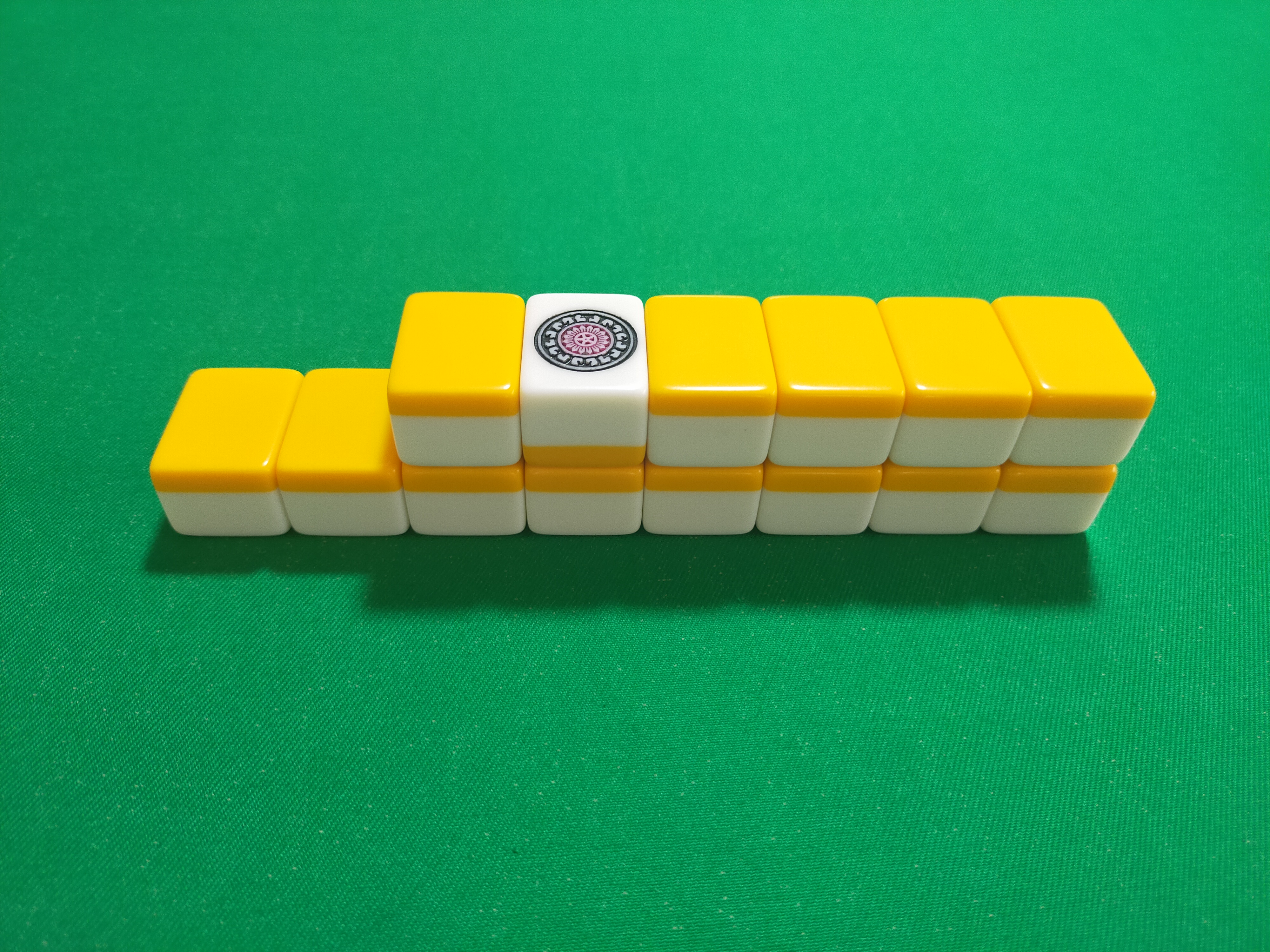
王牌(嶺上牌の落下による影響を防ぐため端の牌を下ろしてある)

開門位置の右側の7トン、牌山の最後に残す計14枚の牌を王牌（ワンパイ）という。
なお、開門の際、開門位置から3トン目の上段の牌を表向きにする。これをドラ表示牌という（詳細はドラを参照）。
槓が行われ嶺上牌が取得されるとき以外、王牌が取得されることはない。また、嶺上牌が取得された場合は、その直前における海底牌を王牌に加えることにより、王牌は常に14枚に維持される。1局で槓が4回行われた場合は、嶺上牌がなくなるため、四槓子の聴牌者がいる場合や四開槓による流局が採用されていないような場合などであってもこれ以上槓ができなくなる。局の進行とともに王牌以外の壁牌がすべてなくなると流局（荒牌）となる。ドラ表示牌を除き、王牌の中にどのような牌があるのかは分からないため、王牌の存在は麻雀というゲームの偶然性を高める意味を持つ。
日本の現在一般的な麻雀のルールでは、局の初期状態では王牌の14枚は「嶺上牌4枚＋ドラ表示牌10枚」という構成となっており、槓により嶺上牌が取得された場合は、その局で行われた槓の回数だけ嶺上牌が減り、代わりに同じ数だけ王牌以外の牌山の末尾だった牌が嶺上牌としてもドラ表示牌としても使われないデッドストックとして王牌に加わることになる。歴史的には、王牌はドラがまだなかった麻雀の歴史の初期から存在していたため、現在の日本麻雀の王牌14枚の構成が「嶺上牌4枚＋ドラ表示牌10枚」となったのは結果としてそうなっただけのことである。